# Raymond Graanoogst
Raymond Graanoogst (Utrecht, 19 februari 1975) is een Nederlands voormalig profvoetballer van Arubaanse afkomst die in zijn carrière onder meer uitkwam voor FC Utrecht.

## Carrière
Graanoogst speelde een groot deel van zijn carrière bij FC Utrecht. In 1996 werd hij daar, samen met Hans Visser, gedeeld clubtopscorer met 6 doelpunten. Later zou hij ook nog voor eerstedivisionist Haarlem spelen. Vervolgens was de Utrechter actief in het amateurvoetbal: hij speelde onder andere voor IJsselmeervogels, ARC en Geinoord. Ook maakte hij deel uit van het Nederlands politie-elftal.
Vanaf 2015 was hij trainer van Focus '07, dat hij na het seizoen 2018/2019 verruilde voor DESTO. Ook bezit hij zijn eigen rijschool.